# Pachyloides
Pachyloides es un género de arácnido  del orden Opiliones de la familia Gonyleptidae.

## Especies
Las especies de este género son:
- Pachyloides alticola
- Pachyloides armatus
- Pachyloides bellicosus
- Pachyloides borellii
- Pachyloides calcartibialis
- Pachyloides cochuna
- Pachyloides fallax
- Pachyloides hades
- Pachyloides iheringi
- Pachyloides maculatus
- Pachyloides sicarius
- Pachyloides taurus
- Pachyloides thorellii
- Pachyloides tucumanus
- Pachyloides yungarum